# Luiz Otávio (calciatore 1997)
Luiz Otávio Alves Marcolino, noto semplicemente come Luis Otávio (Curitiba, 18 marzo 1997), è un calciatore brasiliano, centrocampista del Confiança.

## Caratteristiche tecniche
È un centrocampista difensivo.

## Carriera
Il 13 agosto 2020 ha esordito in Série A disputando con il Botafogo l'incontro pareggiato 1-1 contro il RB Bragantino.